# Nespouls
Nespouls [nɛspul] est une commune française située dans le département de la Corrèze en région Nouvelle-Aquitaine.

## Géographie
Le village se situe à proximité de la route départementale D920, environ à mi-chemin entre Brive-la-Gaillarde et Souillac. La sortie d'autoroute la plus proche est la sortie 53 de l'autoroute A20, située à 2 km.

### Communes limitrophes
Les communes limitrophes sont  Chartrier-Ferrière, Chasteaux, Cressensac-Sarrazac, Estivals, Gignac, Jugeals-Nazareth, Noailles et Turenne.
| Chasteaux          | Noailles         | Jugeals-Nazareth |
| Chartrier-Ferrière | Nespouls         | Turenne          |
| Estivals           | Cressensac (Lot) |                  |

### Climat
Pour des articles plus généraux, voir Climat de la Nouvelle-Aquitaine et Climat de la Corrèze.
Historiquement, la commune est exposée à un climat océanique aquitain.  
En 2020, Météo-France publie une typologie des climats de la France métropolitaine dans laquelle la commune est exposée à un climat océanique altéré et est dans la région climatique  Ouest et nord-ouest du Massif Central, caractérisée par une pluviométrie annuelle de 900 à 1 500 mm, maximale en automne et en hiver.
Pour la période 1971-2000, la température annuelle moyenne est de 11,7 °C, avec  une amplitude thermique annuelle de 15,1 °C. Le cumul annuel moyen de précipitations est de 1 056 mm, avec 11 jours de précipitations en janvier et 7,5 jours en juillet. Pour la période 1991-2020, la température moyenne annuelle observée sur la station météorologique installée sur la commune est de 12,6 °C et le cumul annuel moyen de précipitations est de 836,4 mm,. Pour l'avenir, les paramètres climatiques de la commune estimés pour 2050 selon différents scénarios d’émission de gaz à effet de serre sont consultables sur un site dédié publié par Météo-France en novembre 2022.
| Mois                                  | jan.           | fév.           | mars          | avril         | mai          | juin          | jui.          | août          | sep.          | oct.          | nov.          | déc.          | année      |
| ------------------------------------- | -------------- | -------------- | ------------- | ------------- | ------------ | ------------- | ------------- | ------------- | ------------- | ------------- | ------------- | ------------- | ---------- |
| Température minimale moyenne (°C)     | 1,2            | 0,2            | 3,1           | 6             | 9            | 12,7          | 14,5          | 13,9          | 10,9          | 8,2           | 4,7           | 1,6           | 7,2        |
| Température moyenne (°C)              | 4,8            | 5,1            | 8,8           | 12            | 14,9         | 18,7          | 21            | 20,6          | 17,4          | 13,4          | 8,9           | 5,8           | 12,6       |
| Température maximale moyenne (°C)     | 8,5            | 9,9            | 14,4          | 18            | 20,7         | 24,7          | 27,5          | 27,3          | 23,9          | 18,7          | 13            | 9,9           | 18         |
| Record de froid (°C) date du record   | −11,1 19.01.17 | −16,4 09.02.12 | −6,9 15.03.13 | −4,5 07.04.21 | 0,1 03.05.21 | 3,5 05.06.14  | 7,4 16.07.12  | 6 12.08.17    | 1,1 27.09.10  | −3,6 29.10.12 | −7,9 28.11.13 | −9,6 12.12.12 | −16,4 2012 |
| Record de chaleur (°C) date du record | 18,1 01.01.22  | 23,5 27.02.19  | 26 30.03.21   | 28,6 28.04.23 | 32 18.05.22  | 39,3 27.06.19 | 40,6 23.07.19 | 40,1 07.08.20 | 36,6 12.09.22 | 32,3 01.10.23 | 24,3 08.11.15 | 18,2 25.12.22 | 40,6 2019  |
| Précipitations (mm)                   | 80,5           | 64,8           | 72            | 78,4          | 81,6         | 77,8          | 41,2          | 50,5          | 51,4          | 72,3          | 81,8          | 84,1          | 836,4      |

## Urbanisme

### Typologie
Au 1er janvier 2024, Nespouls est catégorisée commune rurale à habitat dispersé, selon la nouvelle grille communale de densité à 7 niveaux définie par l'Insee en 2022.
Elle est située hors unité urbaine. Par ailleurs la commune fait partie de l'aire d'attraction de Brive-la-Gaillarde, dont elle est une commune de la couronne,. Cette aire, qui regroupe 80 communes, est catégorisée dans les aires de 50 000 à moins de 200 000 habitants,.

### Occupation des sols
L'occupation des sols de la commune, telle qu'elle ressort de la base de données européenne d’occupation biophysique des sols Corine Land Cover (CLC), est marquée par l'importance des territoires agricoles (43,7 % en 2018), en augmentation par rapport à 1990 (36,2 %). La répartition détaillée en 2018 est la suivante : 
forêts (43,6 %), prairies (27,6 %), zones agricoles hétérogènes (16,1 %), zones industrielles ou commerciales et réseaux de communication (11,3 %), zones urbanisées (1,4 %).
L'évolution de l’occupation des sols de la commune et de ses infrastructures peut être observée sur les différentes représentations cartographiques du territoire : la carte de Cassini (XVIIIe siècle), la carte d'état-major (1820-1866) et les cartes ou photos aériennes de l'IGN pour la période actuelle (1950 à aujourd'hui).

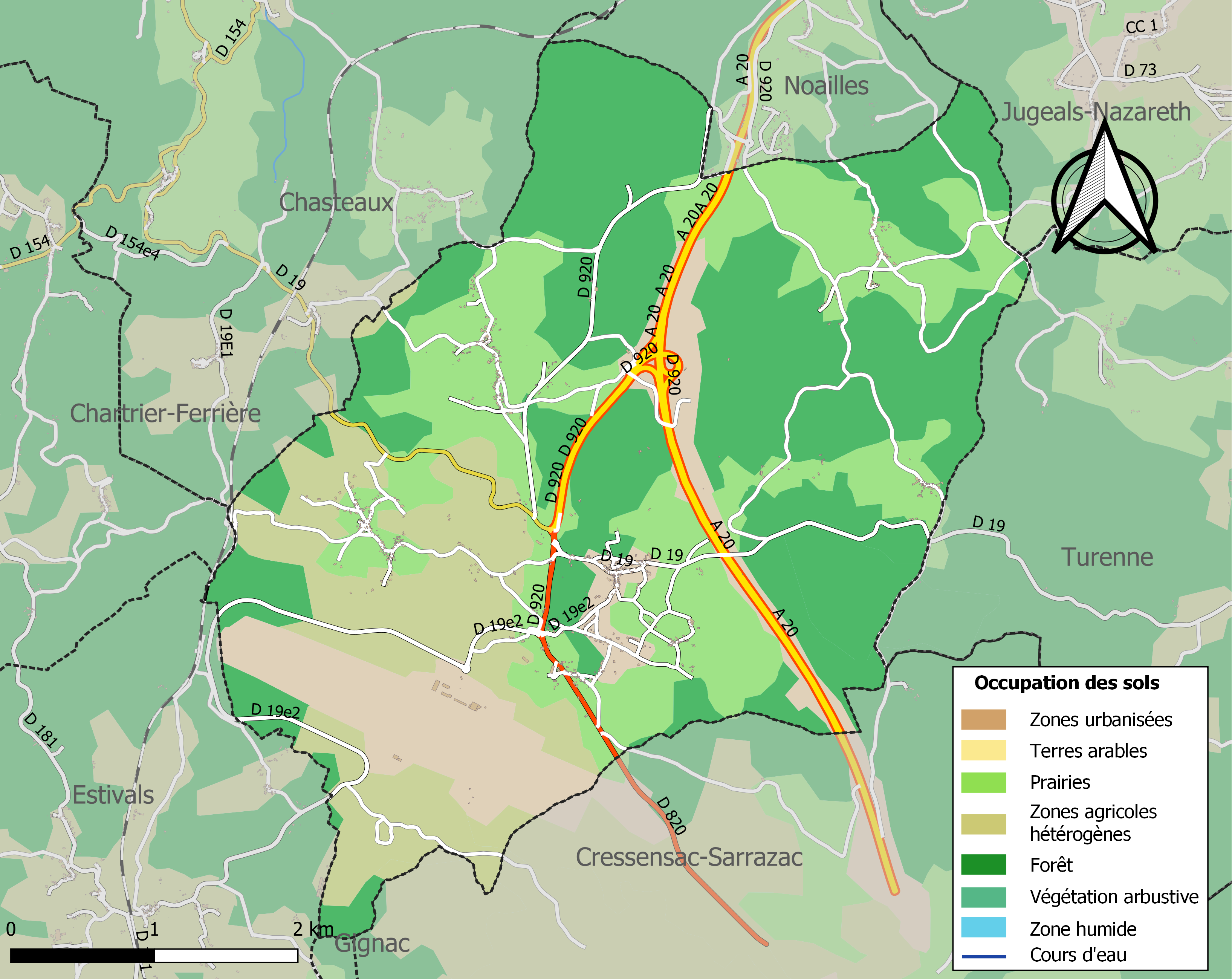
Carte des infrastructures et de l'occupation des sols de la commune en 2018 (CLC).

### Risques majeurs
Le territoire de la commune de Nespouls est vulnérable à différents aléas naturels : météorologiques (tempête, orage, neige, grand froid, canicule ou sécheresse), feux de forêts et séisme (sismicité très faible). Il est également exposé à un risque technologique,  le transport de matières dangereuses, et à un risque particulier : le risque de radon. Un site publié par le BRGM permet d'évaluer simplement et rapidement les risques d'un bien localisé soit par son adresse soit par le numéro de sa parcelle.

#### Risques naturels

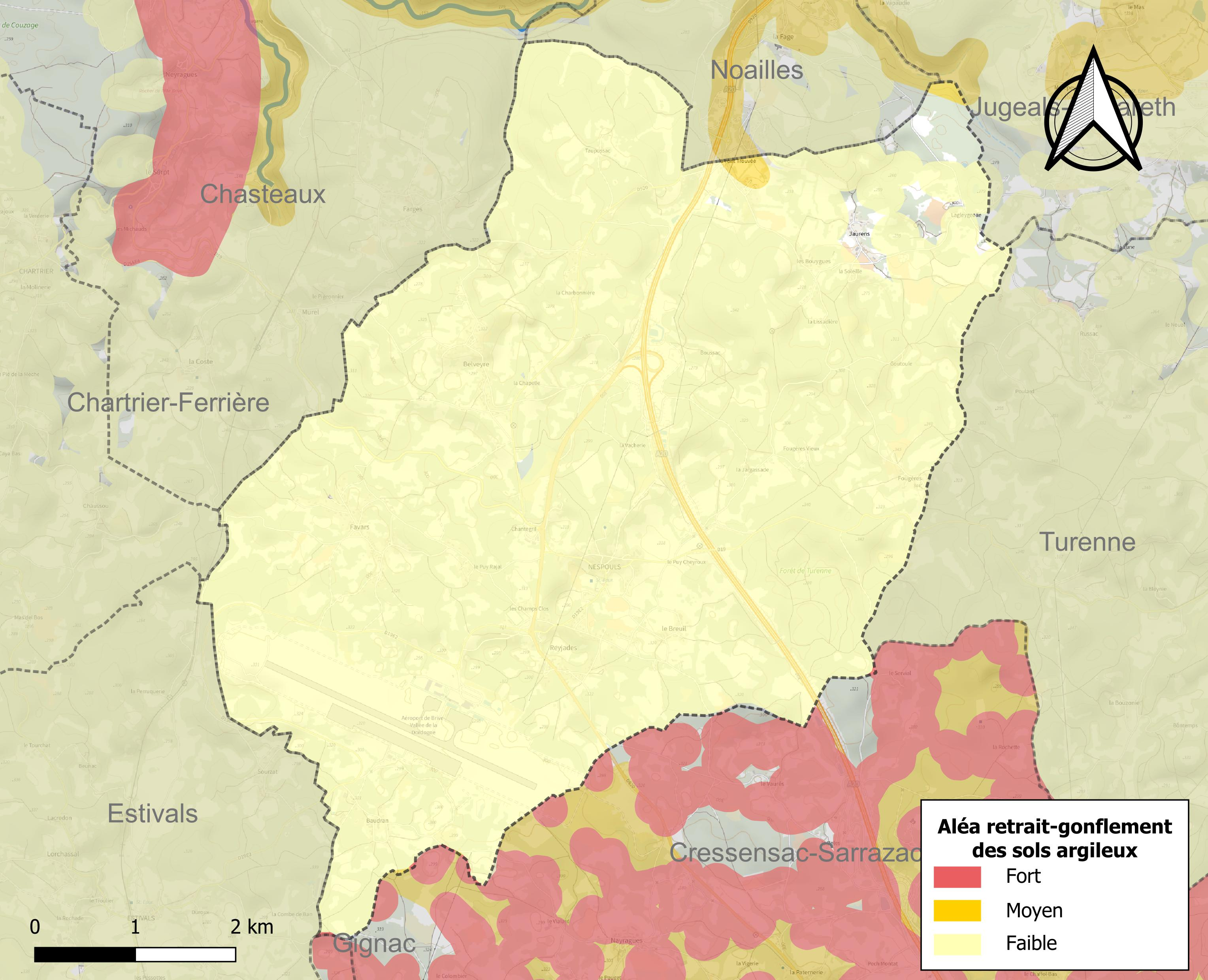
Carte des zones d'aléa retrait-gonflement des sols argileux de Nespouls.

Le retrait-gonflement des sols argileux est susceptible d'engendrer des dommages importants aux bâtiments en cas d’alternance de périodes de sécheresse et de pluie. 0,5 % de la superficie communale est en aléa moyen ou fort (26,8 % au niveau départemental et 48,5 % au niveau national). Sur les 341 bâtiments dénombrés sur la commune en 2019, six sont en aléa moyen ou fort, soit 2 %, à comparer aux 36 % au niveau départemental et 54 % au niveau national. Une cartographie de l'exposition du territoire national au retrait gonflement des sols argileux est disponible sur le site du BRGM,.
Concernant les feux de forêt, aucun plan de prévention des risques incendie de forêt (PPRIF) n’a été établi en Corrèze, néanmoins le code de l’urbanisme impose la prise en compte des risques dans les documents d’urbanisme. Le périmètre des servitudes d'utilité publique et des zones d'obligation légale de débroussaillement pour les particuliers est quant à lui défini pour la commune dans une carte dédiée. 

#### Risques technologiques
Le risque de transport de matières dangereuses sur la commune est lié à sa traversée par une route à fort trafic et une ligne de chemin de fer. Un accident se produisant sur de telles infrastructures est susceptible d’avoir des effets graves sur les biens, les personnes ou l'environnement, selon la nature du matériau transporté. Des dispositions d’urbanisme peuvent être préconisées en conséquence. 

#### Risque particulier
Dans plusieurs parties du territoire national, le radon, accumulé dans certains logements ou autres locaux, peut constituer une source significative d’exposition de la population aux rayonnements ionisants. Certaines communes du département sont concernées par le risque radon à un niveau plus ou moins élevé. Selon la classification de 2018, la commune de Nespouls est classée en zone 2, à savoir zone à potentiel radon faible mais sur lesquelles des facteurs géologiques particuliers peuvent faciliter le transfert du radon vers les bâtiments. 

## Histoire
Maynard G., Verger-Pratoucy J-C., Doux C. et Escola M. 1994 -  Tumulus de Reyjade (commune de Nespouls, Corrèze) Société d’Études et de Recherches des Eyzies, n°44, p. 63 à 96.
Maynard G., Verger-Pratoucy J.-C., Escola M. 1998 - Un tumulus du Bronze ancien à Reyjade, commune de Nespouls (Corrèze) Annales des Rencontres Archéologiques de Saint-Céré, n°5, p. 20 à 41.

## Toponymie
La commune se nomme Nespols en occitan[réf. nécessaire].
Ses habitants sont appelés les Nespoulois.

## Politique et administration
| Période                                  | Période   | Identité        | Étiquette | Qualité            |
| ---------------------------------------- | --------- | --------------- | --------- | ------------------ |
| mars 2001                                | mars 2008 | Fabrice Bécot   |           |                    |
| mars 2008                                | en cours  | François Patier |           | Militaire retraité |
| Les données manquantes sont à compléter. |           |                 |           |                    |

## Démographie
L'évolution du nombre d'habitants est connue à travers les recensements de la population effectués dans la commune depuis 1793. Pour les communes de moins de 10 000 habitants, une enquête de recensement portant sur toute la population est réalisée tous les cinq ans, les populations de référence des années intermédiaires étant quant à elles estimées par interpolation ou extrapolation. Pour la commune, le premier recensement exhaustif entrant dans le cadre du nouveau dispositif a été réalisé en 2006.

En 2022, la commune comptait 641 habitants, en évolution de +1,42 % par rapport à 2016 (Corrèze : −0,59 %, France hors Mayotte : +2,11 %).
| 1793 | 1800 | 1806 | 1821 | 1831  | 1836 | 1841  | 1846  | 1851  |
| ---- | ---- | ---- | ---- | ----- | ---- | ----- | ----- | ----- |
| 861  | 914  | 916  | 976  | 1 018 | 995  | 1 001 | 1 035 | 1 028 |

| 1856  | 1861  | 1866 | 1872 | 1876 | 1881 | 1886 | 1891 | 1896 |
| ----- | ----- | ---- | ---- | ---- | ---- | ---- | ---- | ---- |
| 1 034 | 1 004 | 965  | 923  | 914  | 852  | 878  | 820  | 783  |

| 1901 | 1906 | 1911 | 1921 | 1926 | 1931 | 1936 | 1946 | 1954 |
| ---- | ---- | ---- | ---- | ---- | ---- | ---- | ---- | ---- |
| 681  | 669  | 610  | 542  | 509  | 505  | 508  | 402  | 380  |

| 1962 | 1968 | 1975 | 1982 | 1990 | 1999 | 2006 | 2011 | 2016 |
| ---- | ---- | ---- | ---- | ---- | ---- | ---- | ---- | ---- |
| 375  | 348  | 340  | 358  | 413  | 503  | 597  | 633  | 632  |

| 2021 | 2022 | - | - | - | - | - | - | - |
| ---- | ---- | - | - | - | - | - | - | - |
| 639  | 641  | - | - | - | - | - | - | - |

## Lieux et monuments
- Église Saint-Julien de Nespouls, de style roman, fortifiée au XVIe siècle. L'édifice a été inscrit au titre des monuments historiques en 1926[22].
- Aéroport de Brive-Souillac en majeure partie sur la commune.

## Sports
Rugby Causse Vézère, club de rugby à XV promu en Fédérale 3 pour la saison 2019-2020 (poule 7). Le club est promu en Fédérale 2 pour la saison 2020-2021 (poule 8) Source: https://www.facebook.com/RCausseVezere/

## Personnalités liées à la commune
- David Bélonie membre de la bande à Bonnot[23] fut placé comme domestique dans une ferme à Nespouls et y avait son domicile légal.
- Édouard Valéry de 1936 à 1941, il avait habité la commune[24].

http://www.archinoe.fr/cg19/recrutement.php

## Héraldique
| Blason de Nespouls | Blason  | D'azur au lion d'or armé, lampassé et couronné de gueules, tenant dans sa patte dextre une épée d'argent en pal.                                |
| Blason de Nespouls | Détails | Blason adopté en 1983 (armes des Nicolas de la Coste, aujourd'hui famille de Lacoste de Laval) et utilisé par la commune pour sa communication. |